# Partula levistriata
Partula levistriata foi uma espécie de gastrópodes da família Partulidae.
Foi endémica da Polinésia Francesa.